# Joginiya-1
Joginiya-1 – gaun wikas samiti we wschodniej części Nepalu w strefie Sagarmatha w dystrykcie Saptari. Według nepalskiego spisu powszechnego z 2001 roku liczył on 673 gospodarstw domowych i 3456 mieszkańców (1727 kobiet i 1729 mężczyzn).